# Bogdan Suchowiak
Bogdan Henryk Suchowiak (ur. 29 listopada 1905 w Poznaniu; zm. 20 lipca 1991 w Warszawie) – oficer rezerwy artylerii Wojska Polskiego, więzień niemieckich obozów koncentracyjnych.

## Życiorys
Urodził się 29 listopada 1905 w rodzinie Henryka i Marii z Warmińskich (1878–1957). Miał siostrę Janinę (1901–1996), po mężu Dembińską. Na stopień podporucznika został mianowany ze starszeństwem z 1 stycznia 1933 roku i 67. lokatą w korpusie oficerów rezerwy artylerii. W 1934 roku pozostawał w ewidencji Powiatowej Komendy Uzupełnień Poznań Miasto. Posiadał przydział w rezerwie do 14 Pułku Artylerii Lekkiej w Poznaniu.
Walczył w wojnie obronnej 1939. Dostał się do niemieckiej niewoli, z której uciekł 10 października 1939. 7 sierpnia 1940 został aresztowany i poprzez Fort VII w Poznaniu, KL Buchenwald (nr obozowy 1533) trafił do KL Neuengamme, gdzie otrzymał numer obozowy 3524. W maju 1945 przeżył zatopienie niemieckiego statku Cap Arcona. Po uwolnieniu przez wojska alianckie wrócił do Polski. Jest autorem książek o obozie Neuengamme.

## Publikacje
- Neuengamme Wydawnictwo Ministerstwa Obrony Narodowej, Warszawa 1979, ISBN 83-11-06221-8.
- Mai 1945: Die Tragödie der Häftlinge von Neuengamme. Reinbek 1985, ISBN 3-499-15537-0.

## Literatura
- Rocznik Oficerski Rezerw 1934. Biuro Personalne Ministerstwa Spraw Wojskowych, 1934.
- Władysława Demvecka: Suchowiak Bogdan Henryk., Polski słownik biograficzny. tom 45, 2007–2008, ISBN 978-83-86301-01-0, s. 330–331.